# فرانک باترورث (بازیکن فوتبال)
فرانک باترورث (انگلیسی: Frank Butterworth؛ ۲۳ نوامبر ۱۹۱۴ – ژوئیه ۱۹۹۹ (۸۴ ساله)) بازیکن فوتبال بود.